# Miebach (Dürschbach)
Der Miebach ist ein über zwei Kilometer langer Bach in der Gemeinde Kürten im nordrhein-westfälischen Rheinisch-Bergischen Kreis, der bei Lenzholz entspringt und in Steeg bei der Steegerhöhe von links in den Dürschbach mündet.

## Geographie

### Verlauf
Der Miebach entspringt in der Flur Auf’m Zimmerberg zwischen Lenzholz und Biesfeld auf einer Höhe von 255 m ü. NHN und fließt zunächst nach Süden, dann nach Westen an den Ortschaften Strauch, Miebach und Katharinaglück vorbei. In Steeg mündet er am Naturschutzgebiet Steeger Berg auf einer Höhe von 170 m in den Dürschbach. Der Miebach hat keine identifizierbaren Nebengewässer.

### Einzugsgebiet
Das Einzugsgebiet liegt im Naturraum Paffrather Kalkmulde und vollständig im Gebiet der Gemeinde Kürten. Es wird über Dürschbach, Sülz, Agger, Sieg und Rhein zur Nordsee entwässert.
Das Einzugsgebiet des Miebachs grenzt
- im Nordosten an den  Elssiefen
- im Osten an den Westerbach
- im Südosten an den Alemigssiefen und Börschbach,
- ansonsten an den aufnehmenden Dürschbach.

In der Aue des Bachs dominieren landwirtschaftlich genutzte Flächen.